# La locura de Hércules
La locura de Hércules o Hércules furioso (en latín: Hercules furens) es una tragedia escrita por Séneca, filósofo, político y orador romano, nacido en Corduba. Se compone de 5 actos.
La versión de Hercules furens de Séneca no se corresponde con la narración tradicional, sino que se basa en la tragedia de Eurípides Heracles, y con ella comparte las principales diferencias: la demencia de Hércules se produce cuando ya ha realizado sus famosos trabajos y en el propio ataque de locura da muerte, además de a sus tres hijos, a Mégara. Por otra parte, leyendo con atención la obra, se encuentran referencias a acontecimientos ocurridos supuestamente después, como su periodo de esclavitud al servicio de Ónfale.
La obra se desarrolla como un único momento trágico, si exceptuamos el primer acto, que tiene la función de prólogo y de justificación de la situación dramática de extensa intervención de Juno.